# لانکاشر

لانکاشِـر، (به انگلیسی: Lancashire) یک منطقه تاریخی و شهرستانی تشریفاتی در ناحیه شمال غربی انگلستان می‌باشد.
این منطقه نام خود را از شهر لانکاستر گرفته‌است. تاریخ بنیانگذاری آن به قرن دوازدهم میلادی بازمی‌گردد. لانکاشر در قرن نوزدهم یک مرکز مهم فعالیت‌های صنعتی و ثروت بوده‌است.

## نگارخانه

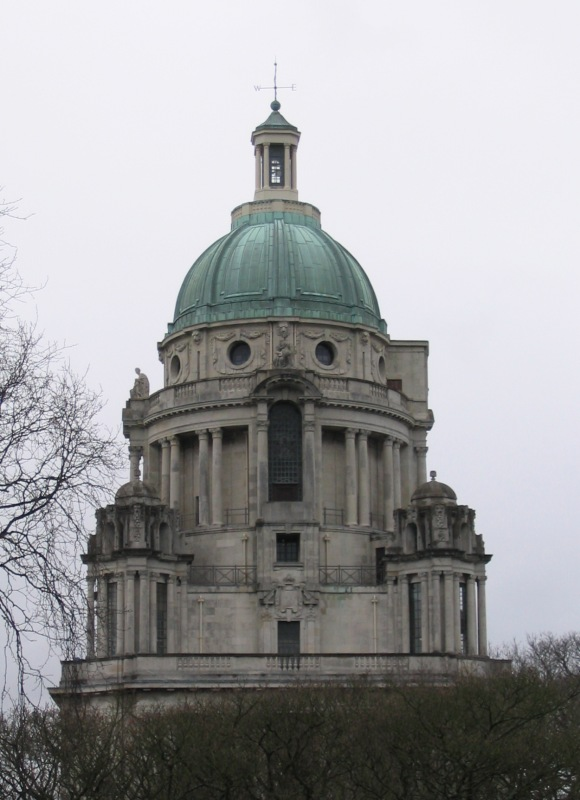
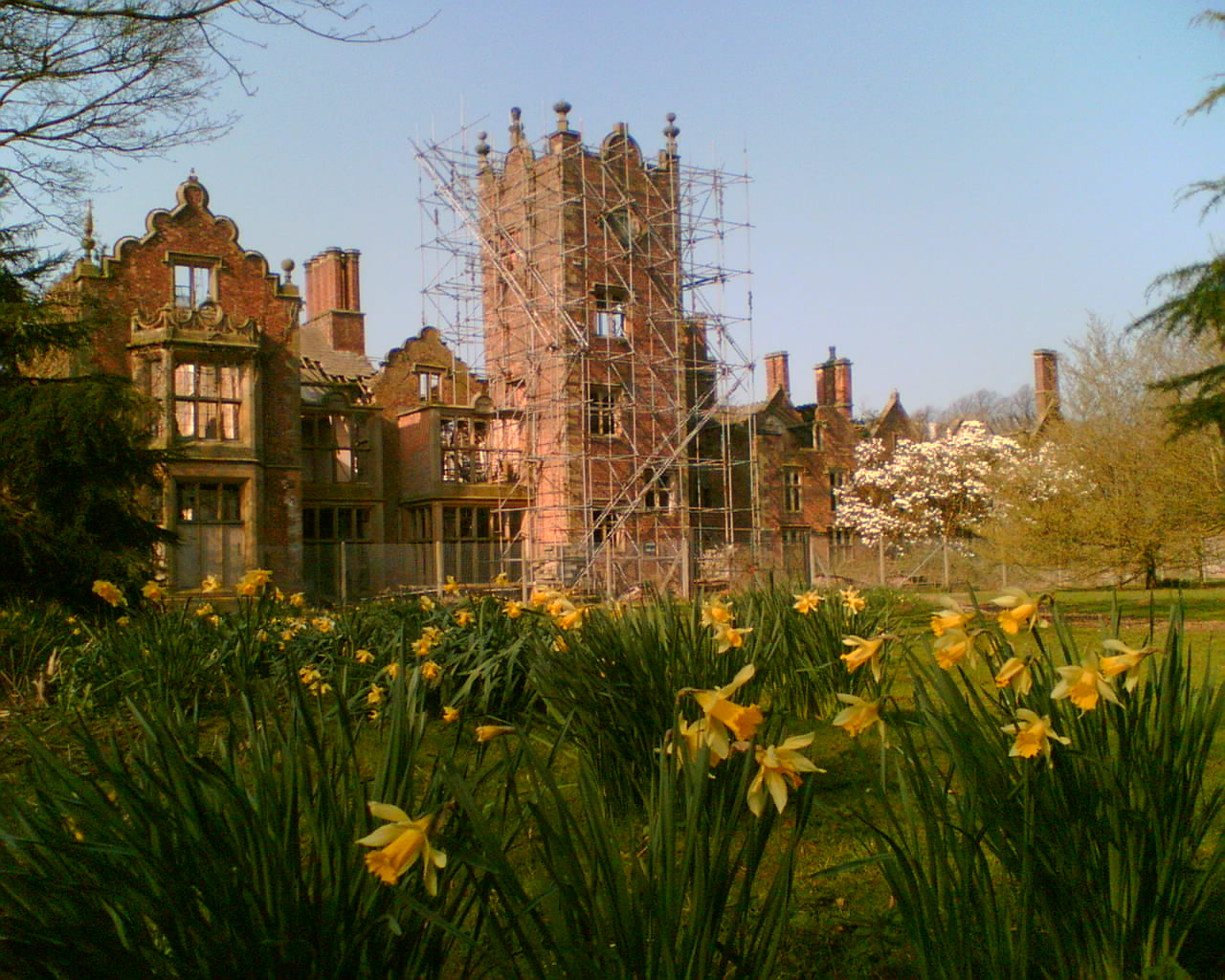
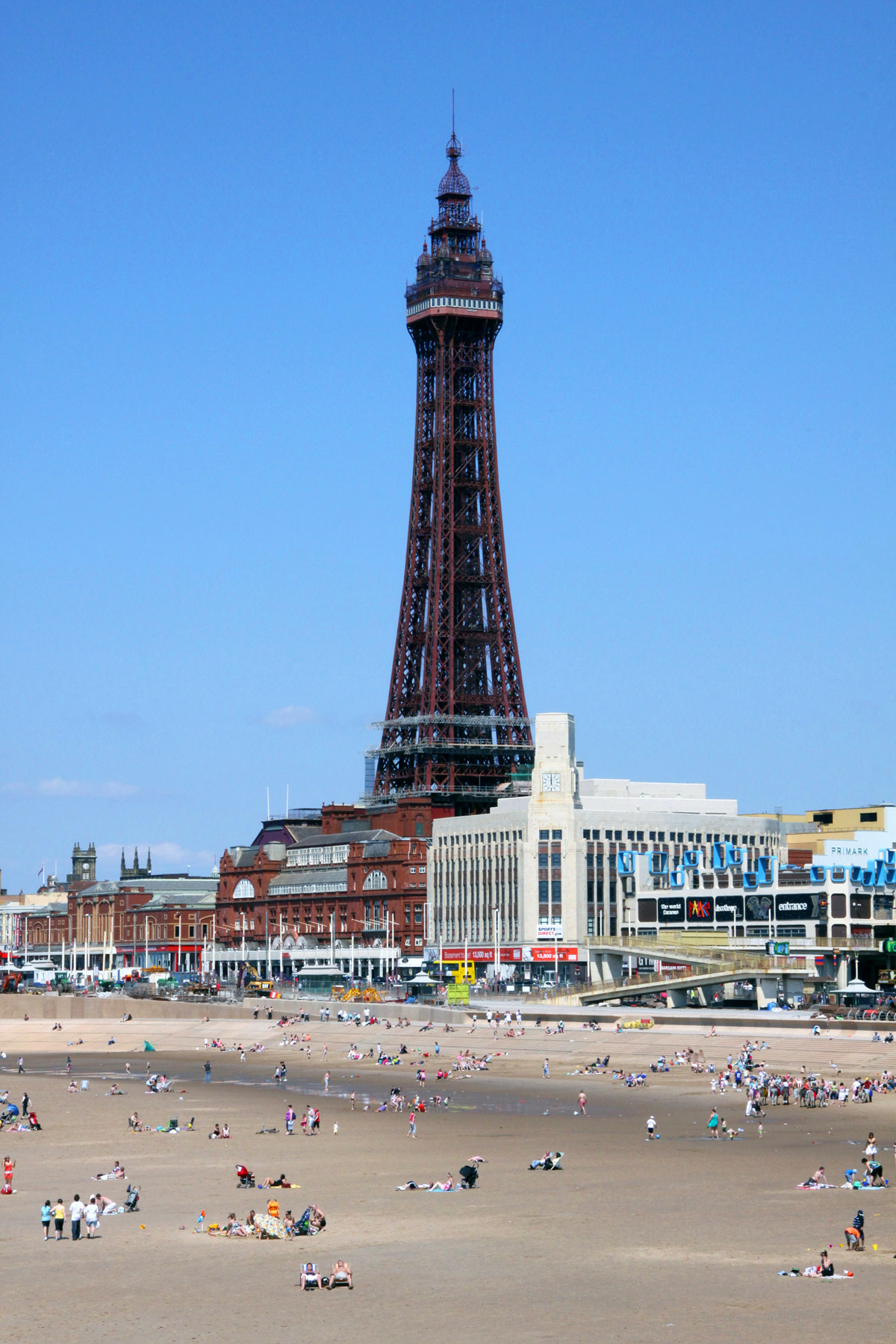
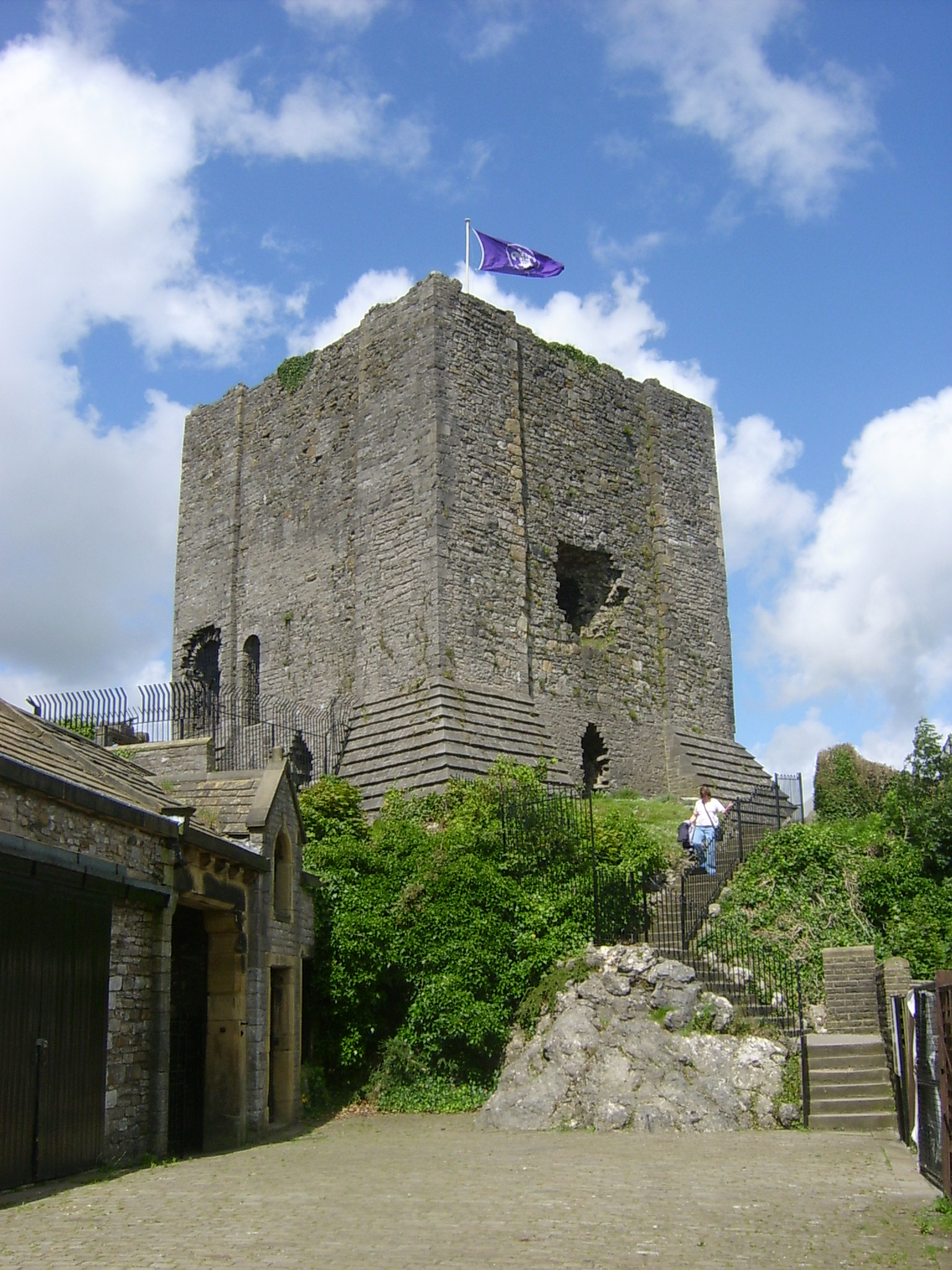
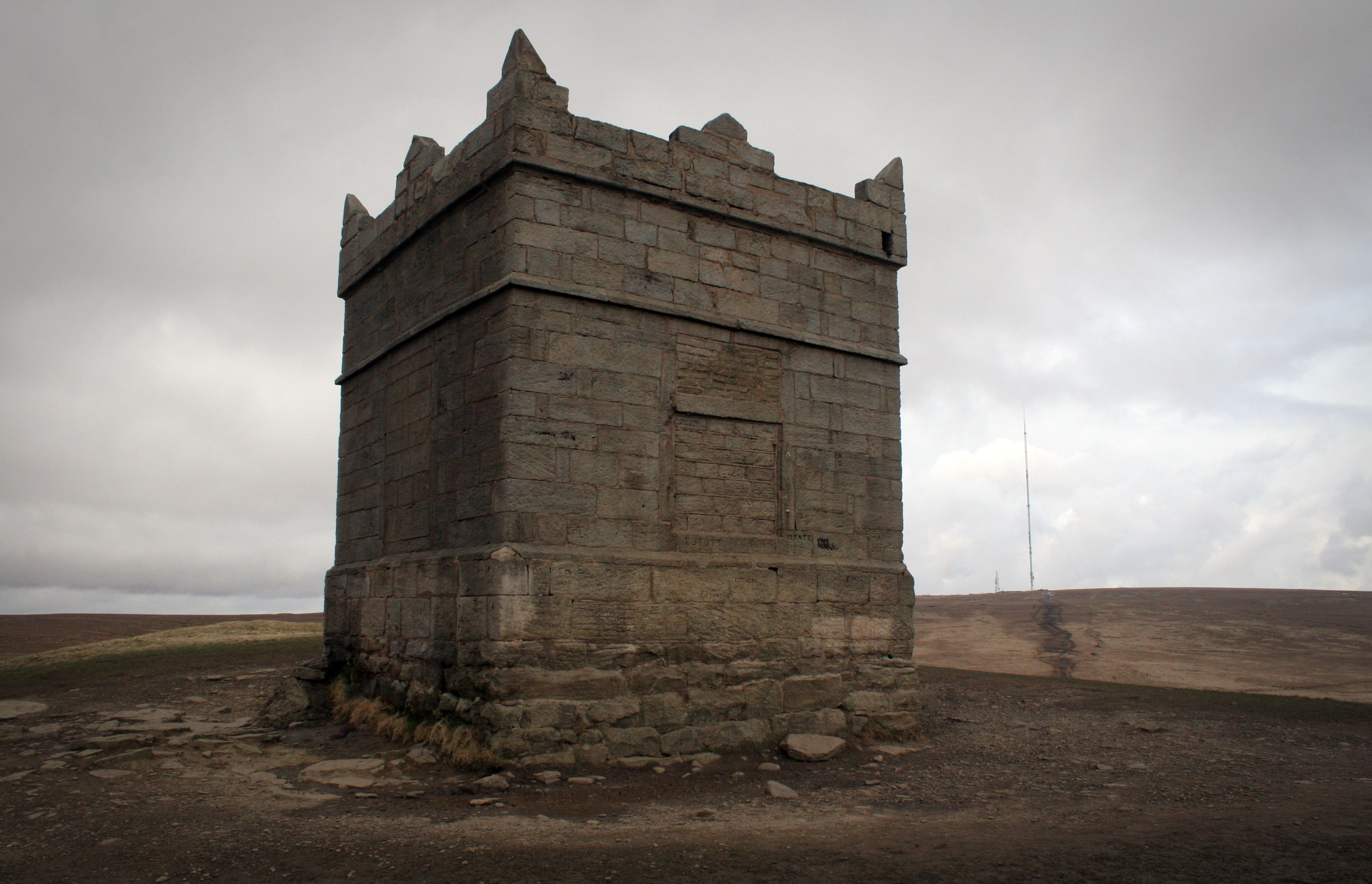
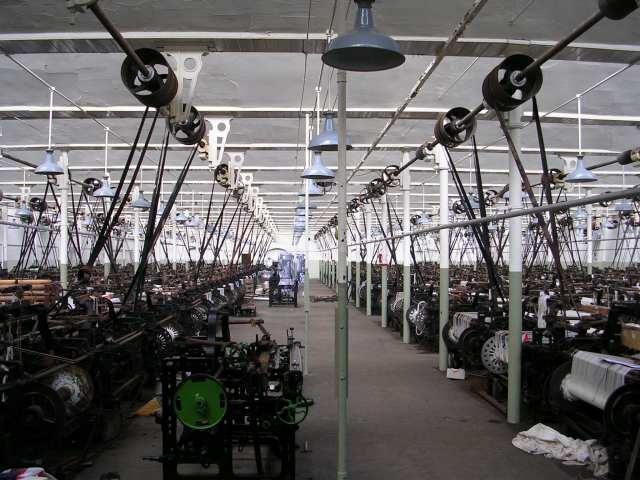
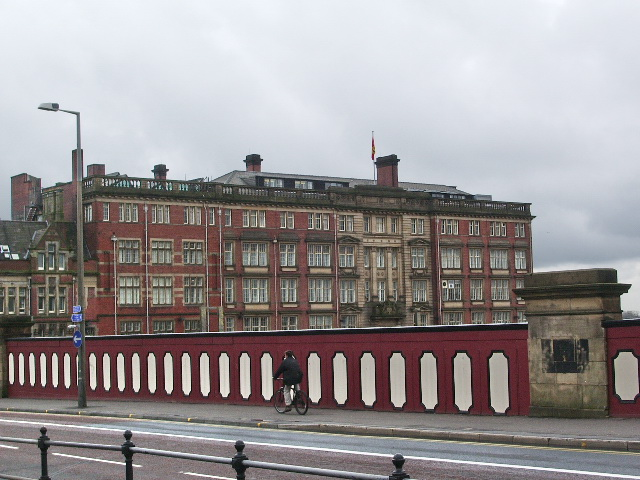